# Krasobruslení na Zimních olympijských hrách 2010 – jednotlivkyně
Soutěž žen v krasobruslení na Zimních olympijských hrách 2010 probíhala v hale Pacific Coliseum ve Vancouveru 23. února (krátký program) a 25. února 2010 (volné jízdy). Účastnilo se jí třicet krasobruslařek z dvaceti tří zemí. Obhájkyně zlaté olympijské medaile Japonka Šizuka Arakawová nezávodila. 
Olympijskou vítězkou se stala Jihokorejka Kim Ju-na v novém světovém rekordu 228,56 bodů. 

## Průběh soutěže

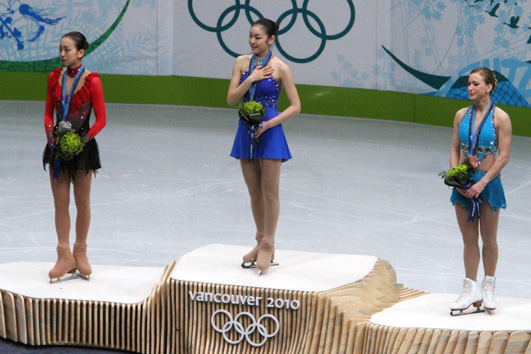
Medailistky zleva: Mao Asadaová (stříbro), Kim Ju-na (zlato), Joannie Rochetteová (bronz).

Jedinou krasobruslařkou, která startovala již na čtvrtých olympijských hrách byla Maďarka Julia Sebestyenová. 
Úřadující mistryně světa Korejka Kim Ju-na zajela v krátkém programu nový světový rekord s hodnotou 78,50 bodů. Druhá žena v pořadí po krátkém programu Japonka Mao Asadaová skočila jako první v historii na olympijských hrách trojitý axel v kombinaci. Třetí po krátkém programu Kanaďanka Joannie Rochetteová se musela vyrovnat se smrtí matky, která zemřela na infarkt myokardu ve Vancouveru dva dny před závodem.
Ve volné jízdě zajela Kim Ju-na nový světový rekord se ziskem 150,06 bodu, což znamená také světový rekord v celkovém bodovém hodnocení výsledkem 228,56 bodů.

## Výsledky
| Legenda | Legenda                          | Legenda | Legenda                |
| ------- | -------------------------------- | ------- | ---------------------- |
| TSS     | Celkové body dané části programu | TES     | Technické prvky        |
| PCS     | Programové komponenty            | SS      | Bruslařské dovednosti  |
| MO      | Kroková práce / Pohyb            | TI      | Timing                 |
| TR      | Spojovací prvky                  | PE      | Předvedení / Provedení |
| CH      | Choreografie                     | IN      | Interpretace           |
| Ded     | Srážky                           | StN     | Startovní číslo        |

### Krátký program
| Pořadí | Jméno                   | Stát                   | TSS   | TES   | PCS   | SS   | TR   | PE   | CH   | IN   | Ded  | StN |
| ------ | ----------------------- | ---------------------- | ----- | ----- | ----- | ---- | ---- | ---- | ---- | ---- | ---- | --- |
| 1      | Kim Ju-na               | Jižní Korea            | 78.50 | 44.70 | 33.80 | 8.60 | 7.90 | 8.60 | 8.40 | 8.75 | 0.00 | 23  |
| 2      | Mao Asadaová            | Japonsko               | 73.78 | 41.50 | 32.28 | 8.25 | 7.40 | 8.40 | 8.10 | 8.20 | 0.00 | 22  |
| 3      | Joannie Rochetteová     | Kanada                 | 71.36 | 39.20 | 32.16 | 8.10 | 7.70 | 8.15 | 7.95 | 8.30 | 0.00 | 26  |
| 4      | Miki Andová             | Japonsko               | 64.76 | 34.80 | 29.96 | 7.70 | 7.00 | 7.60 | 7.50 | 7.65 | 0.00 | 30  |
| 5      | Rachael Flatt           | Spojené státy americké | 64.64 | 36.80 | 27.84 | 7.00 | 6.60 | 7.05 | 6.95 | 7.20 | 0.00 | 28  |
| 6      | Mirai Nagasu            | Spojené státy americké | 63.76 | 37.00 | 26.76 | 6.85 | 6.40 | 6.75 | 6.70 | 6.75 | 0.00 | 11  |
| 7      | Carolina Kostnerová     | Itálie                 | 63.02 | 33.34 | 29.68 | 7.70 | 7.15 | 7.35 | 7.50 | 7.40 | 0.00 | 29  |
| 8      | Alena Leonovová         | Rusko                  | 62.14 | 33.90 | 28.24 | 7.15 | 6.70 | 7.25 | 7.00 | 7.20 | 0.00 | 25  |
| 9      | Elene Gedevanišvili     | Gruzie                 | 61.92 | 35.80 | 26.12 | 6.60 | 6.05 | 6.75 | 6.55 | 6.70 | 0.00 | 16  |
| 10     | Laura Lepistö           | Finsko                 | 61.36 | 32.88 | 28.48 | 7.20 | 6.80 | 7.25 | 7.15 | 7.20 | 0.00 | 21  |
| 11     | Akiko Suzuki            | Japonsko               | 61.02 | 33.10 | 27.92 | 7.25 | 6.70 | 7.05 | 6.95 | 6.95 | 0.00 | 24  |
| 12     | Xénie Makarovová        | Rusko                  | 59.22 | 35.46 | 23.76 | 6.20 | 5.55 | 6.10 | 5.85 | 6.00 | 0.00 | 8   |
| 13     | Julia Sebestyen         | Maďarsko               | 57.46 | 30.70 | 26.76 | 6.90 | 6.30 | 6.80 | 6.70 | 6.75 | 0.00 | 27  |
| 14     | Cynthia Phaneuf         | Kanada                 | 57.16 | 31.80 | 26.36 | 6.75 | 6.25 | 6.65 | 6.50 | 6.80 | 1.00 | 15  |
| 15     | Sarah Meierová          | Švýcarsko              | 56.70 | 30.70 | 26.00 | 6.60 | 6.10 | 6.65 | 6.45 | 6.70 | 0.00 | 17  |
| 16     | Kwak Min-Jung           | Jižní Korea            | 53.16 | 31.40 | 21.76 | 5.65 | 5.05 | 5.65 | 5.40 | 5.45 | 0.00 | 9   |
| 17     | Kiira Korpiová          | Finsko                 | 52.96 | 27.72 | 26.24 | 6.75 | 6.30 | 6.50 | 6.60 | 6.65 | 1.00 | 19  |
| 18     | Cheltzie Lee            | Austrálie              | 52.16 | 30.72 | 21.44 | 5.45 | 5.00 | 5.65 | 5.40 | 5.30 | 0.00 | 5   |
| 19     | Liu Jan                 | Čína                   | 51.74 | 29.94 | 21.80 | 5.65 | 5.10 | 5.45 | 5.45 | 5.60 | 0.00 | 6   |
| 20     | Jelena Glebovová        | Estonsko               | 50.80 | 27.20 | 23.60 | 6.05 | 5.60 | 5.90 | 5.85 | 6.10 | 0.00 | 18  |
| 21     | Tugba Karademir         | Turecko                | 50.74 | 28.74 | 22.00 | 5.60 | 5.20 | 5.50 | 5.50 | 5.70 | 0.00 | 7   |
| 22     | Sonia Lafuente          | Španělsko              | 49.74 | 28.94 | 20.80 | 5.40 | 4.90 | 5.25 | 5.25 | 5.20 | 0.00 | 1   |
| 23     | Sarah Hecken            | Německo                | 49.04 | 27.04 | 22.00 | 5.80 | 5.25 | 5.55 | 5.45 | 5.45 | 0.00 | 20  |
| 24     | Anastasia Gimazetdinová | Uzbekistán             | 49.02 | 27.94 | 21.08 | 5.50 | 4.95 | 5.40 | 5.20 | 5.30 | 0.00 | 14  |
| 25     | Isabelle Pieman         | Belgie                 | 46.10 | 26.26 | 19.84 | 5.10 | 4.60 | 5.15 | 4.90 | 5.05 | 0.00 | 12  |
| 26     | Miriam Ziegler          | Rakousko               | 43.84 | 24.80 | 20.04 | 5.25 | 4.75 | 4.90 | 5.15 | 5.00 | 1.00 | 3   |
| 27     | Teodora Postic          | Slovinsko              | 43.80 | 23.80 | 20.00 | 5.10 | 4.65 | 5.15 | 5.00 | 5.10 | 0.00 | 13  |
| 28     | Ivana Reitmayerová      | Slovensko              | 41.94 | 22.66 | 19.28 | 5.00 | 4.60 | 4.85 | 4.90 | 4.75 | 0.00 | 2   |
| 29     | Jenna McCorkell         | Velká Británie         | 40.64 | 20.08 | 21.56 | 5.60 | 5.15 | 5.25 | 5.50 | 5.45 | 1.00 | 10  |
| 30     | Anna Jurkiewicz         | Polsko                 | 36.10 | 16.78 | 19.32 | 5.05 | 4.65 | 4.75 | 4.85 | 4.85 | 0.00 | 4   |

### Volné jízdy
| Pořadí | Jméno                     | Stát                   | TSS    | TES   | PCS   | SS   | TR   | PE   | CH   | IN   | Ded  | StN |
| ------ | ------------------------- | ---------------------- | ------ | ----- | ----- | ---- | ---- | ---- | ---- | ---- | ---- | --- |
| 1      | Kim Ju-na                 | Jižní Korea            | 150.06 | 78.30 | 71.76 | 9.05 | 8.60 | 9.15 | 8.95 | 9.10 | 0.00 | 21  |
| 2      | Mao Asadaová              | Japonsko               | 131.72 | 64.68 | 67.04 | 8.55 | 7.85 | 8.50 | 8.45 | 8.55 | 0.00 | 22  |
| 3      | Joannie Rochetteová       | Kanada                 | 131.28 | 62.80 | 68.48 | 8.60 | 8.30 | 8.55 | 8.65 | 8.70 | 0.00 | 23  |
| 4      | Laura Lepistö             | Finsko                 | 126.61 | 63.89 | 62.72 | 7.95 | 7.50 | 7.80 | 7.95 | 8.00 | 0.00 | 16  |
| 5      | Mirai Nagasu              | Spojené státy americké | 126.39 | 65.83 | 60.56 | 7.75 | 7.25 | 7.70 | 7.55 | 7.60 | 0.00 | 24  |
| 6      | Miki Andová               | Japonsko               | 124.10 | 62.50 | 61.60 | 7.95 | 7.25 | 7.75 | 7.70 | 7.85 | 0.00 | 20  |
| 7      | Akiko Suzuki              | Japonsko               | 120.42 | 60.98 | 59.44 | 7.40 | 7.05 | 7.55 | 7.50 | 7.65 | 0.00 | 14  |
| 8      | Rachael Flatt             | Spojené státy americké | 117.85 | 59.37 | 58.48 | 7.40 | 6.95 | 7.45 | 7.35 | 7.40 | 0.00 | 19  |
| 9      | Xenia Makarovová          | Rusko                  | 112.69 | 58.77 | 53.92 | 6.95 | 6.40 | 6.85 | 6.80 | 6.70 | 0.00 | 17  |
| 10     | Alena Leonovová           | Rusko                  | 110.32 | 55.84 | 54.48 | 7.05 | 6.60 | 6.80 | 6.75 | 6.85 | 0.00 | 13  |
| 11     | Kiira Korpiová            | Finsko                 | 108.61 | 54.93 | 53.68 | 6.85 | 6.45 | 6.75 | 6.70 | 6.80 | 0.00 | 8   |
| 12     | Kwak Min-Jung             | Jižní Korea            | 102.37 | 53.57 | 48.80 | 6.25 | 5.80 | 6.15 | 6.15 | 6.15 | 0.00 | 12  |
| 13     | Cynthia Phaneuf           | Kanada                 | 99.46  | 48.94 | 51.52 | 6.65 | 6.00 | 6.55 | 6.45 | 6.55 | 1.00 | 7   |
| 14     | Sarah Meierová            | Švýcarsko              | 96.11  | 43.87 | 52.24 | 6.60 | 6.30 | 6.50 | 6.55 | 6.70 | 0.00 | 10  |
| 15     | Sarah Hecken              | Německo                | 94.90  | 50.98 | 43.92 | 5.75 | 5.30 | 5.45 | 5.50 | 5.45 | 0.00 | 6   |
| 16     | Julia Sebestyen           | Maďarsko               | 93.80  | 41.32 | 52.48 | 6.90 | 6.30 | 6.60 | 6.55 | 6.45 | 0.00 | 11  |
| 17     | Jelena Gedevanišvili      | Gruzie                 | 93.32  | 40.64 | 53.68 | 6.95 | 6.50 | 6.60 | 6.75 | 6.75 | 1.00 | 18  |
| 18     | Liu Jan                   | Čína                   | 91.73  | 49.33 | 42.40 | 5.50 | 5.00 | 5.30 | 5.45 | 5.25 | 0.00 | 3   |
| 19     | Carolina Kostnerová       | Itálie                 | 88.88  | 34.84 | 57.04 | 7.55 | 6.95 | 6.70 | 7.30 | 7.15 | 3.00 | 15  |
| 20     | Cheltzie Lee              | Austrálie              | 86.00  | 42.44 | 44.56 | 5.85 | 5.30 | 5.60 | 5.65 | 5.45 | 1.00 | 9   |
| 21     | Sonia Lafuente            | Španělsko              | 83.77  | 43.97 | 40.80 | 5.25 | 4.75 | 5.15 | 5.20 | 5.15 | 1.00 | 2   |
| 22     | Jelena Glebovová          | Estonsko               | 83.39  | 39.11 | 45.28 | 5.85 | 5.55 | 5.50 | 5.65 | 5.75 | 1.00 | 4   |
| 23     | Anastasia Gimazetdinovová | Uzbekistán             | 82.63  | 41.47 | 42.16 | 5.55 | 5.05 | 5.15 | 5.30 | 5.30 | 1.00 | 5   |
| 24     | Tugba Karademir           | Turecko                | 78.80  | 37.64 | 42.16 | 5.45 | 4.95 | 5.30 | 5.40 | 5.25 | 1.00 | 1   |

### Celkové umístění
| Pořadí                       | Jméno                     | Stát                   | Celkové body | KP | VJ |
| ---------------------------- | ------------------------- | ---------------------- | ------------ | -- | -- |
| 1                            | Kim Ju-na                 | Jižní Korea            | 228.56       | 1  | 1  |
| 2                            | Mao Asadaová              | Japonsko               | 205.50       | 2  | 2  |
| 3                            | Joannie Rochetteová       | Kanada                 | 202.64       | 3  | 3  |
| 4                            | Mirai Nagasu              | Spojené státy americké | 190.15       | 6  | 5  |
| 5                            | Miki Andová               | Japonsko               | 188.86       | 4  | 6  |
| 6                            | Laura Lepistö             | Finsko                 | 187.97       | 10 | 4  |
| 7                            | Rachael Flatt             | Spojené státy americké | 182.49       | 5  | 8  |
| 8                            | Akiko Suzuki              | Japonsko               | 181.44       | 11 | 7  |
| 9                            | Alena Leonovová           | Rusko                  | 172.46       | 8  | 10 |
| 10                           | Xenia Makarovová          | Rusko                  | 171.91       | 12 | 9  |
| 11                           | Kiira Korpiová            | Finsko                 | 161.57       | 17 | 11 |
| 12                           | Cynthia Phaneuf           | Kanada                 | 156.62       | 14 | 13 |
| 13                           | Kwak Min-Jung             | Jižní Korea            | 155.53       | 16 | 12 |
| 14                           | Jelene Gedevanišvili      | Gruzie                 | 155.24       | 9  | 17 |
| 15                           | Sarah Meierová            | Švýcarsko              | 152.81       | 15 | 14 |
| 16                           | Carolina Kostnerová       | Itálie                 | 151.90       | 7  | 19 |
| 17                           | Julia Sebestyen           | Maďarsko               | 151.26       | 13 | 16 |
| 18                           | Sarah Hecken              | Německo                | 143.94       | 23 | 15 |
| 19                           | Liu Jan                   | Čína                   | 143.47       | 19 | 18 |
| 20                           | Cheltzie Lee              | Austrálie              | 138.16       | 18 | 20 |
| 21                           | Jelena Glebovová          | Estonsko               | 134.19       | 20 | 22 |
| 22                           | Sonia Lafuente            | Španělsko              | 133.51       | 22 | 21 |
| 23                           | Anastasia Gimazetdinovová | Uzbekistán             | 131.65       | 24 | 23 |
| 24                           | Tugba Karademir           | Turecko                | 129.54       | 21 | 24 |
| Nepostoupily do volných jízd |                           |                        |              |    |    |
| 25                           | Isabelle Pieman           | Belgie                 | 46.10        | 25 | -  |
| 26                           | Miriam Ziegler            | Rakousko               | 43.84        | 26 | -  |
| 27                           | Teodora Postic            | Slovinsko              | 43.80        | 27 | -  |
| 28                           | Ivana Reitmayerová        | Slovensko              | 41.94        | 28 | -  |
| 29                           | Jenna McCorkell           | Velká Británie         | 40.64        | 29 | -  |
| 30                           | Anna Jurkiewicz           | Polsko                 | 36.10        | 30 | -  |